# Gold Coast United
Gold Coast United war ein Fußballfranchise aus der ostaustralischen Stadt Gold Coast im Bundesstaat Queensland, das von 2009 bis 2012 an der A-League teilnahm. Eigentümer war der Milliardär Clive Palmer, dessen Vermögen auf Kohlebergabbau beruht.

## Geschichte
Zur Saison 2008/09 gab es erstmals ein Konsortium aus Gold Coast, das sich unter dem Arbeitstitel Gold Coast Galaxy FC um eine A-League-Lizenz bewarb. Die Bewerbung war bereits weit vorangeschritten – es standen schon mehrere Spieler und der Trainer Miron Bleiberg unter Vertrag – als der Verband im März 2008 dem Aufnahmewunsch eine Absage erteilte. Gründe dafür waren unter anderem die Probleme des Mitbewerbers North Queensland Thunder und die generelle Ablehnung einer Liga mit neun Teams.
Für die folgende Spielzeit lagen dem australischen Verband insgesamt zehn Bewerbungen vor, darunter zwei aus Gold Coast. Neben einer erneuten Bewerbung des Galaxy-Konsortiums gab es auch ein Konkurrenzprojekt unter Führung des Milliardärs Clive Palmer, das schließlich auch den Zuschlag erhielt.
Am 29. Februar 2012 wurde die Lizenz des Vereines suspendiert. Offizieller Grund sind Verstöße gegen die Franchisevereinbarungen  mit dem Verband, der Football Federation Australia (FFA). Im Zeitraum gab es anhaltende Auseinandersetzungen zwischen dem Verband und Gold Coast United, die auch in persönliche Angriffe zwischen dem Verbandsvorsitzenden, dem  Einkaufszentrum-Milliardär Frank Lowy und dem Vereinseigentümer mündeten. Für die letzten vier Saisonpartien stand das Team unter Leitung der FFA, am Saisonende wurde das Team aufgelöst und die Western Sydney Wanderers als neue Mannschaft in die A-League aufgenommen.

## Spieler
Eine komplette Auflistung aller in Pflichtspielen eingesetzten Spieler ist unter Liste der Spieler von Gold Coast United verfügbar.